# مهد القطة (رواية)
مهد القطة (بالإنجليزية: Cat's Cradle) رواية خيال علمي بقلم كورت فونيجت نشرها في 1963. تتناول الرواية مواضيع العلم والتكنولوجيا والدين بأسلوب هجائي ساخر. وقد منحت جامعة شيكاغو كورت فونيجت درجة ماجستير في الأنثروبولوجيا على هذه الرواية بعد أن تم رفض مواضيع الأطروحة التي تقدم بها.
تأتي تسمية الرواية من لعبة الخيطان التي تسمى بالإنكليزية cat's cradle، حيث تذكر الرواية أن فيليكس هونيكر، أحد مخترعي القنبلة الذرية، كان يلعب هذه اللعبة يوم تدمير هيروشيما.

## خلفية الرواية
عمل كورت فونيجت بعد الحرب العالمية الثانية في قسم العلاقات العامة في شركة جنرال إلكتريك، حيث كانت مهمته إجراء مقابلات مع العلماء الذين كانوا يعملون في الأبحاث في الشركة وكتابة قصص عن أبحاثهم. شعر فونيجت أن كبار العلماء لا يبالون بمصير اكتشافاتهم واستعمالاتها العملية المحتملة. وقد استلهم فونيجت شخصية فيليكس هونيكر من إرفينغ لانغموير الحائز على جائزة نوبل، الذي كان أخو كورت فونيجت يعمل معه. وقد قال كورت فونيجت في مقابلة مع مجلة «ذا نيشن»: «لم يكن لانغموير يهتم مطلقاً بالاستخدامات الممكنة لاكتشافاته التي كان يأتي بها ويسلمها لأي شخص كان. فقد كان يعتبر كل حقيقة يكتشفها جميلة بحد ذاتها، دون أن يسأل نفسه من يستولي عليها بعده.»

## الحبكة
يقول الراوي، واسمه جون (أو جونا)، في بداية الرواية أنه قرر أن يكتب كتاباً اسمه «يوم نهاية العالم» يستقصي فيه ماذا فعل بعض مشاهير الولايات المتحدة الأمريكية يوم قصف هيروشيما. ومن خلال استقصاءاته يتعرف على أولاد فيليكس هونيكر، وهو أحد المساهمين في الأبحاث النووية، وهو من الحائزين على جائزة نوبل في الفيزياء (شخصية خيالية). ومع تقدم الرواية يسمع جون حول مادة اسمها «الجليد تسعة»، اخترعها فيليكس هونيكر قبل أيام من وفاته ويحتفظ كل واحد من أولاده الثلاثة بقطعة منها سراً. الجليد تسعة نوع من الجليد ذو بنية بلورية خاصة، وهو يبقى في الحالة الصلبة في درجة الحرارة العادية، وإذا لامس ماءً يتجمد الماء متحولاً إلى جليد تسعة.
يجتمع جون وأولاد فيليكس هونيكر في جزيرة سان لورنزو في البحر الكاريبي، وهي من أفقر بلاد العالم يحكمها دكتاتور خيالي يسمى «بابا» مونزانو. يتعرّف جون على تاريخ الجزيرة وثقافتها من كتاب يعيره إياه جاره في الطائرة المتجهة إلى سان لورنزو، فيقرأ حول الديانة البوكونونية في الجزيرة، وهي ديانة تجمع ملاحظات تهكمية حول الدنيا وإرادة الخالق، وطقوسها عجيبة لكنها مسالمة. وهذه الديانة محظورة في الجزيرة تحت طائلة الإعدام على عقاف.
يجد جون أن مجتمع سان لورنزو أكثر غرابة مما يبدو من أول نظرة، وجميع سكانه يؤمنون بالبوكونونية سراً. يلتقي جون مع فرانك، ابن فيليكس هونيكر، الذي حصل على منصب عال في حكومة سان لورنزو من حاكمها مقابل قطعة من الجليد تسعة. يعاني حاكم الجزيرة «بابا» مونزانو عند وصول جون إلى الجزيرة من سرطان في مرحلته الانتهائية، ويعيّن فرانك هونيكر خلفاً له. ولكن فرانك لا يحب أن يتسلم الحكم فيقنع جون بأن يقبل رئاسة الجزيرة عوضاً عنه.
يقدم «بابا» مونزانو على الانتحار بتناول الجليد تسعة، فيتحول إلى قطعة من جليد على الفور. يحدث هذا خلال مراسم الاحتفال بالعيد الوطني لجمهورية سان لورنزو، عيد المئة شهيد من أجل الديموقراطية، وخلال العرض الجوي تتحطم إحدى الطائرات وتصطدم بجدار قصر الحاكم الواقع على شاطئ البحر، فينهار الجدار وجزء من المبنى، فتسقط جثة «بابا» مونزانو المتجمدة في البحر، فيتحول البحر إلى جليد تسعة، ويصيب المصير نفسه جميع الأنهار فالينابيع فالمياه الجوفية مما يؤدي إلى انقراض الحياة على الأرض.
ينجو جون من الموت بأعجوبة، ويكتشف عدة أشخاص ناجين مثله على الجزيرة، وخلال الأشهر القادمة يكتب هذه الرواية دون أن يعرف الغرض من كتابتها. وفي نهاية القصة يلتقي بالصدفة مع بوكونون فيراه يكتب شيئاً فيسأله ماذا يكتب، فيجيبه بوكونون: «أفكر في كلمة الختام لكتب بوكونون. آن الأوان لختمها.» فيعطيه ورقة مكتوب فيها: «لو أنني كنت أصغر سناً لكتبت تاريخ حماقة البشر، ثم تسلقت جبل ماكيب واستلقيت على ظهري ووضعت مخطوطتي هذه تحت رأسي؛ ولأخذت بعد ذلك من الأرض ذرة من هذا السم الأبيض الذي يحول الناس إلى تماثيل، ولأصبحت تمثالاً يكشر عن أسنانه مستهزءاً... أنتم تعرفون بمن.»

## الروابط بالأحداث التاريخية والعلم المعاصر
- جاء إرفينغ لانغموير بفكرة الجليد تسعة خلال حديثه مع هربرت ويلز الذي زار سكنيكتادي في سنة 1930.[4]
- هناك بعض الشبه بين سلوك البريونات في الجسم وبين الجليد تسعة.

## الموضوعات الرئيسية
تظهر الموضوعات المتكررة في أعمال فونجوت في روايته مهد القطة كذلك، ومن أشهرها مسائل الإرادة الحرّة وعلاقة الإنسان بالتكنولوجيا. تتجسّد الموضوعة الأولى في تأسيس الديانة البوكونية، وهي ديانة وضعيّة أُنشِئت لجعل الحياة تُطاق بالنسبة لساكني سان لورينزو المحاصَرين من خلال الرضوخ لكلّ ما يجري بل والابتهاج به. أما الموضوعة الثانية تتمثّل في تطوير واستغلال الجليد- تسعة، والذي لا يُؤبه له ولكن تؤدّي إساءة استخدامه إلى عواقب كارثية. في خطابه الذي ألقاه في العام 1969 أمام الجمعية الفيزيائية الأمريكية، ذكر فونجوت أن فكرة الجليد-تسعة ومصمّمها تمثّلان «العالِم المحافِظ الذي لم يعد يكترث بالناس»، وذكر ارتباطاتٍ للفكرة بالأسلحة النووية.
ومن ناحية الموضوع، تتخذ رواية مهد القطة من التهديد النووي خلال الحرب الباردة ثيمة رئيسية. فأزمة الصواريخ الكوبية وقعت في العام 1962، وبسببها تصادمت القوى العالمية بشأن جزيرة صغيرة في البحر الكاريبي، الأمر الذي كاد يدفع بالعالم إلى الدمار المتبادل المؤكّد، وهكذا يمكن مقاربة الجزء الغالب من الرواية بصورة مجازيّة.

## أسلوب الكتابة
مثل معظم أعمال فونجوت، يلجأ الكاتب كثيرًا إلى توظيف المفارقات، وحس الدعابة الأسود، والمحاكاة الساخرة طوال الرواية. تتضمن رواية مهد القطة -رغم قِصَرِها النسبيّ- 127 بابًا منفصلًا. ذكر فونجوت بنفسه أن كتابه هذا عبارة عن «لوحة موزاييك تشكّلها قطعٌ صغيرة جدًّا... وكلّ قطعة هي طرفةٌ بذاتِها».

## المكان
جمهورية سان لورينزو هي دولة خيالية تدور فيها معظم أحداث النصف الثاني من الرواية.
سان لورينزو هي عبارة عن جزيرة صغيرة ذات طبيعة صخريّة تقع في البحر الكاريبي، قريبًا من بورتو ريكو. توجد مدينة واحدة فقط في سان لورينزو، وهي العاصمة بوليفار الواقعة على الساحل. نظام الحُكم في سان لورينزو هو نظام ديكتاتوري، يقبع على رأس السلطة فيه الرئيس معتلّ الصحة «بابا» مونازو، الذي يُعدّ حليفًا مخلصًا للولايات المتحدة الأمريكية ومعارضًا شرسًا للشيوعية. لا توجد سلطة تشريعية في البلاد. تُوصف البنية التحتية في سان لورينزو على أنها متداعية، تضمّ أبنية متهالكةً، وطرقًا ترابيّة، وشعبًا مِن المُفقَرين، وسيارة أجرة واحدة تعمل في البلاد كلّها.
أما لغة سان لورينزو فهي لغة خيالية كريوليّة مبنيّة على اللغة الإنجليزية، يُشار إليها باسم «لهجة سان لورينزو». والنشيد الوطني لسان لورينزو مستقىً مِن ألحان أغنية «الوطن على طول المدى». يتألف علم سان لورينزو من شرائط العريف في مشاة البحرية الأمريكية على خلفية زرقاء (من المفترض أن العلم قد خضع للتحديث، بما أن شارات الرتب العسكرية لمشاة البحرية الأمريكية لم تتضمن بندقيّتين متقاطعتين). تُسّمى العملة الوطنية في سان لورينزو كوربرلز، وهي تعادل 2 كوربرل لكل دولار أمريكي؛ يُذكر أن كلًّا مِن العلم والوحدة النقدية في سان لورينزو قد سُمّيا على اسم العريف في مشاة البحرية الأمريكية إيرل مكابي الذي انشقّ عن سريّته خلال مرابطتهم في بورت-أو-برانس خلال فترة الاحتلال الأمريكي في العام 1922، وخلال انتقاله عبر ميامي، تحطّمت سفينته في سان لورينزو. تواطأ مكابي مع شريكه لايونيل بويد جونزن من جزيرة توباغو وأطاحا بشركة السكّر الحاكمة في الجزيرة، وبعد فترة من الأناركية، أعلنا عن قيام جمهورية.
يوجد في سان لورينزو دينها الخاص بها، البوكونية؛ وهي ديانة تقوم على استمتاع الفرد بحياته عبر تصديق أكاذيب غير مؤذية، تُدعى «فوما»، وقبول التشجيع حيثما كان. أسس بويد جونزن، شريك مكابي، الديانة البوكوينة (ويُلفظ اسم بويد جونزن «بوكونون» في لغة سان لورينزو)؛ ولكن هذه الديانة محظورة في الجزيرة، وكان هذا الحظر أيضًا من تدبير جونزن نفسه –انطلاقًا من فكرة أن كلّ ممنوع مرغوب، وهكذا تنتشر الديانة بسرعة أكبر. يُعاقَب معتنقو الديانة البوكونية بالإعدام خوزقًة، ومع ذلك بقيت البوكونية –بصورة سرية– الديانة الأكثر انتشارًا في الجزيرة، وآمن بها تقريبًا جميع السكان، بمَن فيهم القادة الذين حظروها. على كل حال، فالديانة المسيحية هي الديانة الرسمية لسان لورينزو.

## الشخصيات
- -«الراوي»، شخصٌ اسمه جوناه، ويُعرف أيضًا باسم جون، يقوم بسرد أحداث الرواية بطريقة تفصيليّة هازِلة وساخِرة. في معرِض إنجازه كتابًا عن القصف الذري على هيروشيما وناجازاكي، يتعرّف جوناه على أبناء هونكر. يفتتح كتابه بعبارة «ادعُني جوناه»، في دلالة ضمنيّة إلى أول عبارة من كتاب هيرمان ميلفيل موبي ديك. بطريقةٍ أو بأخرى، يشترك جون وإسماعيل، راوي موبي ديك، بنفس الصفات بكونهما يؤديّان دورين روائيّين مختلفين في نفس الوقت: البطولة والشخصية الثانوية.
- -فيلكس هونكر هو «والد القنبلة الذرية». أُعِلن أن فيلكس هونكر هو أحد أكثر علماء الأرض ذكاءً. وهو شخصٌ قاسٍ وغريب الأطوار، ويُقدّم في الرواية على أنه غير أخلاقيّ وغير مكترثٍ بأيّ شيء سوى أبحاثه. كان همّه منصبًّا على البقاء مشغولًا، وهو ما وجده في كونه أحد «آباء القنبلة الذرية»، وتصميمه للجليد-تسعة، المادة ذات العواقب الكارثية المحتملة بقدرتها على إفناء الحياة على الأرض، ولكنه اعتبرها مجرّد أحجية ذهنية (اقترح أحد جنرالات البحرية الأمريكية تطوير مادة تُغيّر حالة الطين إلى الحالة الصلبة كيما يُتاح للجنود المشي فوقه بسهولة). خلال تجاربه على عنصر «الجليد-تسعة»، يستريح فيلكس في كرسيه الهزاز ليأخذ قيلولةً لا يستيقظ منها أبدًا. تُعتبر عملية بحث الراوي عن معلومات تخصّ حياة هونكر هي الخلفية الرئيسية للقصة والهيكل الناظِم لأجزائها الثانوية المتعددة.
- - د. إيزا بريد، المشرف على فيلكس هونكر. يأخذ الرواي جون في جولة في إيليوم وإلى مصنع التطريق وشركة السباكة حيث عمل الراحل فيلكس. فيما بعد خلال الجولة، ينزعج الدكتور بريد من جون «بسبب إساءته الفهم لماهيّة العالِم، وماهيّة عمله».[8]

## روابط خارجية
- مهد القطة على موقع الموسوعة البريطانية (الإنجليزية)